# Comitato Olimpico Malgascio
Il Comitato Olimpico Malgascio (noto anche come Comité Olympique Malgache in francese) è un'organizzazione sportiva malgascia, nata nel 1963 a Tananarive, Madagascar.
Rappresenta questa nazione presso il Comitato Olimpico Internazionale (CIO) dal 1964 ed ha lo scopo di curare l'organizzazione ed il potenziamento dello sport in Madagascar e, in particolare, la preparazione degli atleti malgasci, per consentire loro la partecipazione ai Giochi olimpici. L'associazione è, inoltre, membro dell'Associazione dei Comitati Olimpici Nazionali d'Africa.
L'attuale presidente dell'organizzazione è Mamy Rakotoarivelo, mentre la carica di segretario generale è occupata da Solofo Andrianavomanana.